# Way Suluh
Way Suluh is een bestuurslaag in het regentschap Lampung Barat van de provincie Lampung, Indonesië. Way Suluh telt 1554 inwoners (volkstelling 2010).